# 真裸玻璃魚
真裸玻璃魚為輻鰭魚綱鱸形目鱸亞目雙邊魚科的其中一個種，分布於印尼婆羅洲、蘇門答臘的淡水流域，體長可達2.6公分，屬肉食性。